# 錫傑特 (新澤西州)
錫傑特（英語：Sea Girt）是位於美國新澤西州蒙茅斯縣的自治市鎮。

## 人口
根據2020年美國人口普查的數據，錫傑特的面積為3.77平方千米，當中陸地面積為2.75平方千米，而水域面積為1.02平方千米。當地共有人口1866人，而人口密度為每平方千米495人。